# La Isla, San Luis Potosí
La Isla är en ort i Mexiko.   Den ligger i kommunen Matlapa och delstaten San Luis Potosí, i den sydöstra delen av landet, 220 km norr om huvudstaden Mexico City. La Isla ligger 113 meter över havet och antalet invånare är 313.
Terrängen runt La Isla är huvudsakligen kuperad, men den allra närmaste omgivningen är platt. Runt La Isla är det ganska tätbefolkat, med 179 invånare per kvadratkilometer. Närmaste större samhälle är Tamazunchale, 10,2 km söder om La Isla. Omgivningarna runt La Isla är en mosaik av jordbruksmark och naturlig växtlighet.